# Comuna Butimanu, Dâmbovița
Butimanu (în trecut Butimanu-Luceanca) este o comună în județul Dâmbovița, Muntenia, România, formată din satele Bărbuceanu, Butimanu (reședința), Lucianca și Ungureni.

## Așezare
Comuna este străbătută de șoseaua națională DN1A, care leagă Bucureștiul de Ploiești prin Buftea, și care pe teritoriul comunei se intersectează cu DJ711, drum județean ce duce la Târgoviște.

## Istoric
Cercetările arheologice efectuate pe teritoriul comunei Butimanu au demonstrat o continuitate neîntrerupta de locuire pe aceste meleaguri. Primele indicii ale unei culturi materiale umane dateaza din paleoliticul superior(cca. 35.000-1.000 I.Hr):
- situl arheologic medieval digul 3 în apropierea lacului Sterianu, la extremitatea estică;
- asezarea medievala timpurie la N de sat si S-E de satul Finta (sec XI-XII);
- situl arheologic Movila Motoroiu situat la 200m N de lacul Sterianu II;
- asezarea Latene la extremitatea de est în locul de cufluență a văii Luciu cu Valea Ceaușului;
- situl arheologic Biserica de lemn in centrul satului Decindea;
- situl arheologic Ferma avicolă nr.1.

La sfârșitul secolului al XIX-lea, comuna purta numele de Butimanu-Luceanca și făcea parte din plasa Snagov a județului Ilfov. Era alcătuită din satele Butimanu, Linia-Luceanca, Luceanca, Pășcăneanca, Sterianu de Sus, Sterianu de Mijloc și Sterianu de Jos, cu 1226 de locuitori ce trăiau în 276 de case. Comuna avea două biserici, la Butimanu și Luceanca, și o școală mixtă. Un sat cu numele Butimanu se afla și în apropiere, în județul vecin Dâmbovița, în comuna Cătunu. În 1925, comuna Butimanu-Lucianca era în plasa Buftea-Bucoveni a aceluiași județ Ilfov, având aceeași compoziție și 1964 de locuitori. Legea administrației din 1931 consemnează unirea satelor Sterianu de Sus, Sterianu de Mijloc și Sterianu de Jos într-o singură localitate, denumită Sterian, precum și schimbarea numelui satului Linia-Lucianca în Linia.
În 1950, comuna a trecut în administrarea raionului Răcari din regiunea București. În 1968, comuna a căpătat componența actuală și a revenit la județul Ilfov, reînființat, iar satele Linia și Sterianu au fost desființate și incluse în satul Butimanu.
În 1981 a avut loc o nouă reorganizare administrativă a zonei și comuna a fost transferată la județul Dâmbovița.

## Personalități născute în localitate
- Constantin Prezan, unul dintre mareșalii României, erou al Primului Război Mondial.

## Demografie
Componența etnică a comunei Butimanu
     Români (91,05%)
     Romi (1,78%)
     Alte etnii (0,28%)
     Necunoscută (6,89%)
Componența confesională a comunei Butimanu
     Ortodocși (89,23%)
     Penticostali (1,86%)
     Alte religii (1,42%)
     Necunoscută (7,49%)
Conform recensământului efectuat în 2021, populația comunei Butimanu se ridică la 2.469 de locuitori, în creștere față de recensământul anterior din 2011, când fuseseră înregistrați 2.435 de locuitori. Majoritatea locuitorilor sunt români (91,05%), cu o minoritate de romi (1,78%), iar pentru 6,89% nu se cunoaște apartenența etnică. Din punct de vedere confesional, majoritatea locuitorilor sunt ortodocși (89,23%), cu o minoritate de penticostali (1,86%), iar pentru 7,49% nu se cunoaște apartenența confesională.

## Politică și administrație
Comuna Butimanu este administrată de un primar și un consiliu local compus din 11 consilieri. Primarul, Cezar-Gabriel Dragnea[*], de la Partidul Social Democrat, este în funcție din 2016. Începând cu alegerile locale din 2024, consiliul local are următoarea componență pe partide politice:
|  | Partid                          | Consilieri | Componența Consiliului | Componența Consiliului | Componența Consiliului | Componența Consiliului | Componența Consiliului | Componența Consiliului | Componența Consiliului | Componența Consiliului | Componența Consiliului |
|  | ------------------------------- | ---------- | ---------------------- | ---------------------- | ---------------------- | ---------------------- | ---------------------- | ---------------------- | ---------------------- | ---------------------- | ---------------------- |
|  | Partidul Social Democrat        | 9          |                        |                        |                        |                        |                        |                        |                        |                        |                        |
|  | Alianța pentru Unirea Românilor | 1          |                        |                        |                        |                        |                        |                        |                        |                        |                        |
|  | Partidul Național Liberal       | 1          |                        |                        |                        |                        |                        |                        |                        |                        |                        |